# Leugemeete
De Leugemeete was een middeleeuws godshuis aan de Brugse Poort in Gent, gewijd aan Sint-Jan en Sint-Paulus. Het laatste overblijfsel was een kapel die in mei 1911 is afgebroken.
De naam betekent leugenaarster en is volgens de overlevering ontstaan doordat het uurwerk in de kapeltoren verkeerd liep. Het was geplaatst in 1606.
De eenvoudige bakstenen kapel van de Leugemeete was een eenbeukig gebouw van zeven traveeën met spitsboogvormig tongewelf. Binnen waren unieke muurschilderingen bewaard die toonden hoe de gilden ten strijde trokken. Hoewel verloren, zijn er in 1861 doorslagen van gemaakt op calqueerpapier die een grote documentaire waarde hebben inzake kledij en bewapening van de stadsmilities. Bekende fenomenen als de Witte Kaproenen en de goedendag zijn hier afgebeeld.

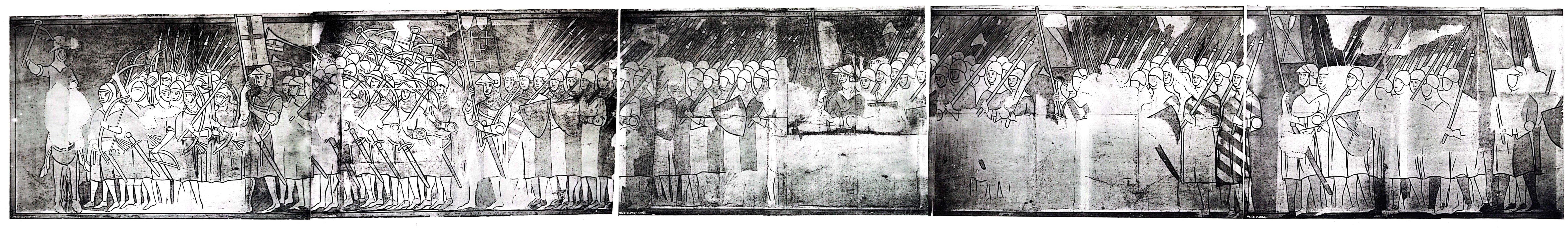
De Gentse stadsmilities op het fresco van de Leugemeete